# RTBF
比利时法语社群广播电视（法語：Radio télévision belge de la communauté française，縮寫為RTBF）是比利時南部法語區瓦隆大区的公營廣播機構（比利時北部荷蘭語區弗拉芒大區的公營廣播機構名為VRT），總部位於布魯塞爾。

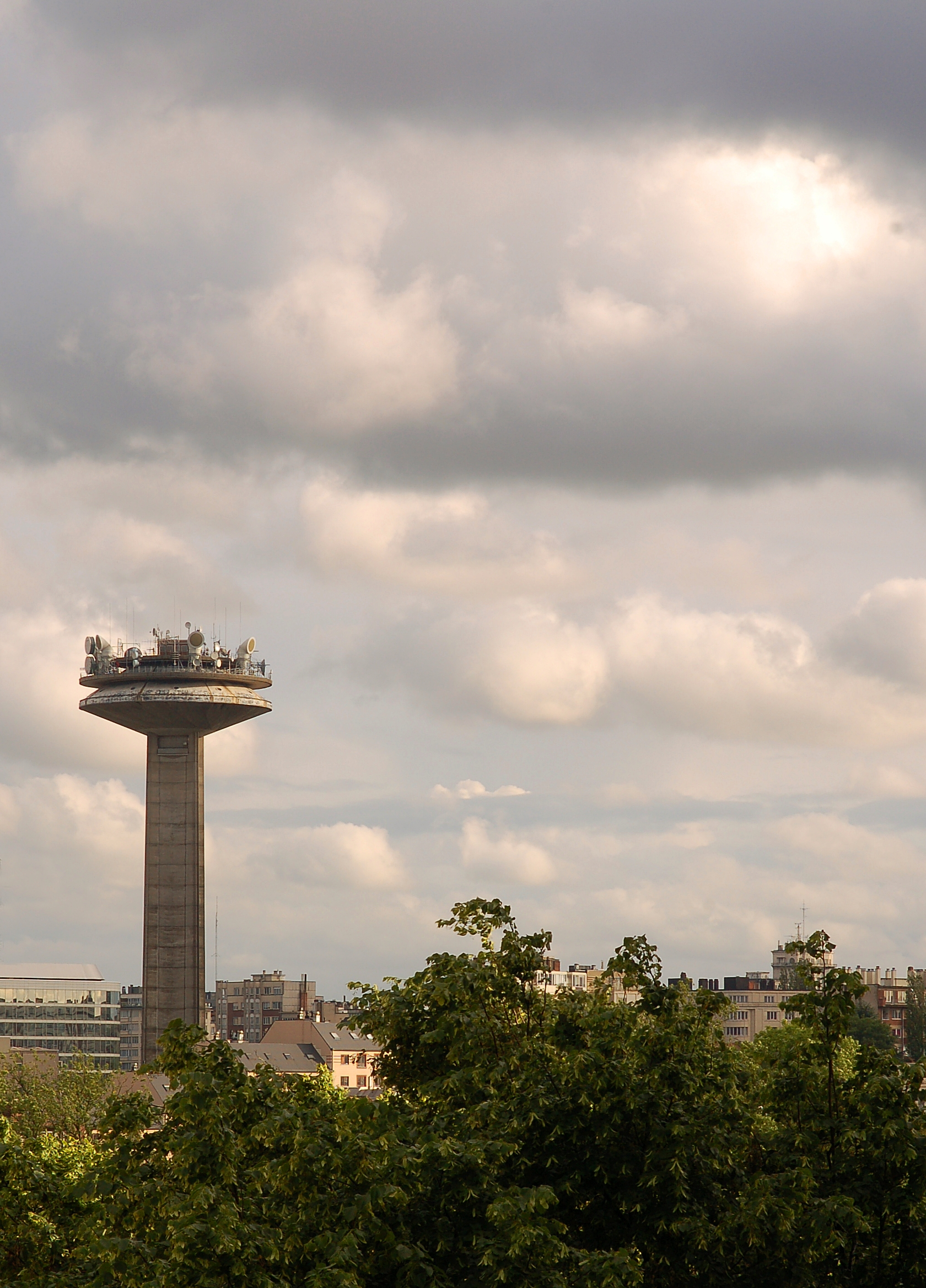
RTBF總部的電視塔

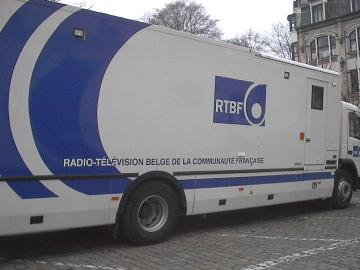
RTBF轉播車

## 歷史
RTBF原名INR（Institut national de radiodiffusion），成立於1930年6月18日。INR於1940年6月14日因二戰德國入侵而停播，並被改名Radio Bruxelles（布魯塞爾電台）。比利時流亡政府於倫敦成立Office de Radiodiffusion Nationale Belge（RNB）廣播。二戰結束後，1945年9月14日，INR與RNB重新合併。1953年INR開始電視廣播（每天2小時），1960年INR與RTB（Radio-Télévision Belge）合併。1971年RTB首次作彩色電視廣播。1973年RTB併入RTBF並成立第二條電視頻道RTbis。1984年RTBF與多個歐洲法語電視台一起成立向全歐廣播的泛歐法語頻道TV5。

## 頻道
RTBF有三個電視頻道：
- La Une
- La Deux
- La Trois
- RTBF Sat（RTBF衛星電視）

並有多個電台頻道：
- RTBF International（RTBF國際）
- Musiq3
- Classic21
- PureFM

## 標誌歷史

RTBF在1982年底[1][2]–1994年期間使用的第三代標誌
RTBF在1994年[3]–1997年期間使用的第四代標誌
RTBF在1997年–2005年期間使用的第五代標誌

## 爭議事件
- 2006年佛蘭德獨立虛構新聞事件

## 外部連結
- 官方网站 （法語）